# Salzstadel (Augsburg)

Ansicht des Salzstadels um 1870

Der Salzstadel ist ein ehemaliges Gebäude in Augsburg zur Aufbewahrung von Salz. Ursprünglich wurde das Salz im Siegelhaus an der Maximilianstraße eingelagert. Als dieses Gebäude 1809 abgebrochen wurde, nutzte man das städtische Kornhaus mit sieben Geschossen am alten Einlass als Salzlager. Zusammen mit anderen Lagergebäuden in der Augsburger Innenstadt, sollte es die Bevölkerung in Kriegs- und Notzeiten mit Nahrungsmitteln versorgen. Als die Festungseigenschaft von Augsburg im 19. Jahrhundert niedergelegt wurde, verschwanden auch diese Gebäude nach und nach. Der Salzstadel wurde 1876 abgebrochen, um für das neu geplante Stadttheater Platz zu schaffen. 